# Jeremy Black (Historiker)
Jeremy Black (* 30. Oktober 1955) ist ein britischer Neuzeithistoriker und Militärhistoriker. Er war bis 2020 Professor an der University of Exeter.
Black studierte an der Universität Cambridge (Queen’s College) und war danach an der Universität Oxford. Er war ab 1980 Lecturer und dann Professor an der University of Durham und von 1996 bis 2020 Professor in Exeter.
Er war Gastprofessor in West Point, an der Texas Christian University und am Stillman College. Er ist Advisory Fellow des Barsanti Military History Center der University of North Texas, Senior Fellow des Foreign Policy Research Institute und war im Rat der Royal Historical Society. Für Beiträge zum Briefmarkenentwurf wurde er 2000 Mitglied des Order of the British Empire (MBE).
Er befasst sich mit britischer Geschichte speziell des 18. Jahrhunderts, Diplomatiegeschichte und Militärgeschichte. Er ist der Autor von über 100 Büchern.
Von 1989 bis 2005 war er Herausgeber der Zeitschrift Archives der British Records Association. Er war Mitherausgeber des Journal of Military History, des Journal of the Royal United Services Institute, des International History Review und von History Today.
2004 erhielt er den The Arthur Goodzeit Book Award und 2008 den Samuel Eliot Morison Prize.

## Schriften (Auswahl)
Er ist Autor und Ko-Autor von über 100 Büchern.
- The Rise of the European Powers 1679–1793, Arnold, London u. a. 1990, ISBN  0-7131-6537-5
- mit Donald MacRaild: Studying history, Schriftenreihe How to study, Palgrave Macmillan, Basingstoke u. a. 1997, 2. Auflage 2000, ISBN 0-333-68795-7
- From Louis XIV to Napoleon: The Fate of a Great Power, UCL Press, London u. a. 1999, ISBN 1-85728-933-1 (Geschichte Frankreichs von Ludwig XIV bis Napoleon), auch als E-Book erhältlich
- A new history of England, Sutton, Phoenix Mill u. a. 2000, ISBN 0-7509-2319-9
- The Politics of James Bond: from Fleming’s Novels to the Big Screen, Greenwood 2001; Praeger, Westport, Conn. 2001, ISBN 0-275-96859-6
- British Diplomats and Diplomacy 1688–1800, University of Exeter Press, Exeter 2001, ISBN 0-85989-613-7
- The English Press 1621–1861, Sutton, Stroud u. a. 2001, ISBN 0-7509-2524-8
- A History of the British Isles, 2. Auflage, Palgrave, London 2002, ISBN 978-1-137-57361-2
- The World in the Twentieth Century, Longman, London u. a. 2002, ISBN  0-582472-84-9
- European International Relations 1648–1815, Macmillan Education, Palgrave, Oxford 2002, ISBN 978-0-333-96450-7
- Europe and the World 1650–1830, Routledge, London u. a. 2002, ISBN 0-415-25568-6
- mit Donald MacRaild: Nineteenth-Century Britain, Schriftenreihe Palgrave Foundations, Palgrave, Houndmills, Basingstoke u. a. 2002, ISBN 978-0-333-72559-7
- Visions of the World: A History of Maps, Mitchell Beazley, London 2003, ISBN 1-84000-834-2
  - deutsch: Geschichte der Landkarte. Von der Antike bis zur Gegenwart, , Koehler & Amelang, Leipzig 2005, ISBN 3-7338-0339-6
- The British Seaborne Empire, Yale University Press, New Haven u. a. 2004, ISBN  0-300-10386-7
- Kings, Nobles and Commoners: States and Societies in Early Modern Europe. A Revisionist History, Tauris, London 2004, ISBN 1-86064-985-8
- The Atlantic Slave Trade, 4 Bände, Ashgate, Aldershot u. a. 2006:
  - Band 1: The Atlantic slave trade. 1. Origins – 1600, Ashgate, Aldershot u. a. 2006, ISBN 0-7546-2571-0
  - Band 2: The Atlantic slave trade. 2. Seventeenth century, ISBN  0-7546-2576-1
  - Band 3: The Atlantic slave trade. 3. Eighteenth century, ISBN  0-7546-2579-6
  - Band 4: The Atlantic slave trade. 4. Nineteenth century, ISBN 0-7546-2582-6
- Trade, Empire and British Foreign Policy 1689–1815. Politics of a Commercial State, Routledge, London u. a. 2007, ISBN 0203964500
- Great Powers and the Quest for Hegemony. The World Order since 1500, Routledge, London u. a. 2008, ISBN 0-415-39579-8
- What If ?: Counterfactualism and the Problem of History, Social Affairs Unit, London 2008, ISBN 978-1904863342
- The Curse of History, Social Affairs Unit, London 2008, ISBN 978-1-904863-29-8
- London: a history, Carnegie Publishing, Lancaster 2009, ISBN  978-1-85936-172-6
- A History of Diplomacy, Reaktion Books, London 2010, ISBN 978-1-86189-696-4
- Slavery. A new global history, Running Press 2011
- Geopolitics, Social Affairs Unit, London 2009, ISBN 1-904863-42-6

Literatur zum 18. Jahrhundert:
- British foreign policy in the age of Walpole, Donald, Edinburgh 1985, ISBN 0-85976-126-6
- Natural and Necessary Enemies: Anglo-French Relations in the Eighteenth Century, Duckworth, London 1986, ISBN 0-7156-2094-0
- The Collapse of the Anglo-French Alliance 1727–31, Sutton, Gloster 1987, ISBN  0-86299-300-8
- Robert Walpole and the Nature of Politics in Early-Eighteenth Century Britain, Macmillan, Basingstoke u. a. 1990, ISBN 0-333-45574-6
- Pitt the Elder, British Lives, Cambridge University Press, Cambridge 1992, ISBN 978-0-511-56035-4
- Eighteenth-Century Britain 1688–1783, Palgrave (Palgrave History of England), Basingstoke u. a. 2001, ISBN 0-333-53831-5
- Walpole in Power: Britain’s First Prime Minister, Stroud, Sutton, 2001, ISBN 0-7509-2523-X
- British Foreign Policy in the Age of Revolutions. 1783–1793, Cambridge University Press, Cambridge u. a. 1994, ISBN 0-521-45001-2
- Italy and the Grand Tour, Yale University Press, New Haven u. a. 2003, ISBN 0-300-09977-0
- France and the Grand Tour, Palgrave Macmillan, Basingstoke u. a. 2003
- The British Abroad: The Grand Tour in the Eighteenth Century, Sutton, 2003
- Parliament and Foreign Policy in the Eighteenth Century, Cambridge UP, 2004
- George III: America’s Last King, Yale University Press, 2007
- Debating Foreign Policy in Eighteenth-Century Britain, Ashgate 2013

Militärgeschichte:
- War for America. The Fight for Independence 1775–1783, 1991
- A Military Revolution? Military Change and European Society 1550–1800, Basingstoke, Macmillan Education, 1991
- European Warfare 1660–1815, UCL Press, 1994
- Britain as a Military Power 1688–1815, UCL Press, 1999
- Als Herausgeber: War in the Early Modern World 1450–1815, UCL Press, Routledge, 1999
- War: Past, Present and Future, 2000
- Western Warfare 1775–1882, Indiana University Press, 2001
- Warfare in the Western World 1882–1975, Indiana University Press, 2001
- War in the New Century, Continuum, 2001
- War: A short history, Continuum, 2002
- Warfare in the Eighteenth Century, Cassel, London 2002.
  - deutsch: Die Kriege des 18. Jahrhunderts, übersetzt von Klaus-Dieter Bosse, Brandenburgisches Verlagshaus, Berlin 2001, ISBN 3-89488-137-2
- America as a Military Power 1775–1882, Greenwood 2002
- European Warfare 1494–1660, Routledge, 2002
- Als Herausgeber: European Warfare 1815–2000, Palgrave 2002
- World War Two: A Military History, Routledge, 2003
- Als Herausgeber: War in the Modern World 1815–2000, Routledge, 2003
- War: An Illustrated World History, Sutton, 2003
- War since 1945, Reaktion Books, 2004
- Rethinking Military History, Routledge, 2004
- Introduction to Global Military History, 1775 to the present day, Routledge, 2005
- A military history of Britain : from 1775 to the present, Praeger Security International, 2006
- The Age of Total War 1860–1945, 2006
- European Warfare in a Global Context, 1660–1815, Reihe Warfare and History, Routledge, 2007
- War in the Nineteenth Century, 2009
- Naval Power A History of Warfare and the Sea from 1500 Onwards, Palgrave Macmillan, 2009
- War since 1990, 2009
- The War of 1812 in the Age of Napoleon, Continuum International Publishing Group, London / New York 2010
- The Battle of Waterloo, Random House, 2010
- The Politics of World War Two, Social Affairs Unit, 2011
- Beyond the Military Revolution: War in the Seventeenth Century World, Palgrave Macmillan, 2011